# Korciunok, Rohatîn
Korciunok (în ucraineană Корчунок) este un sat în comuna Dobrîniv din raionul Rohatîn, regiunea Ivano-Frankivsk, Ucraina.

## Demografie
Componența lingvistică a localității Korciunok
     Ucraineană (100%)
Conform recensământului din 2001, toată populația localității Korciunok era vorbitoare de ucraineană (100%).